# Mount Grace
Mount Grace es una localidad de Trinidad y Tobago, que forma parte de la parroquia de St. Andrew.

## Geografía
La localidad abarca parte de la isla de Tobago y limita al norte con Mason Hall (localidad perteneciente a la parroquia de St. George), al sur con Darrell Spring y Sargeant Cain, al este con Cinnamon Hall y al oeste con Whim (localidad perteneciente a la parroquia de St. David).

## Demografía
Datos demográficos de la localidad de Mount Grace:
| Gráfica de evolución demográfica de Mount Grace entre 2000 y 2011 |
|                                                                   |